# William Sidney Boyle
William Sidney Boyle (27 de mayo de 1915-16 de agosto de 1999) fue un botánico y agrostólogo estadounidense que desarrolló su actividad académica en la Universidad Estatal de Utah, Logan, Utah. Publicó en Madroño.

## Algunas publicaciones
- 1943. A cyto-taxonomic study of the North American species of Melica. Tesis de Ph.D.--Univ. of California, "Literature cited": p. 120-121

### Libros
- 1953. Principles and practice in plant cytology. Ed. Burgess Pub. Co. 56 pp.
- 1960. Studies in experimental evolution. Faculty Association, Utah State University. Faculty honor lecture 22. 23 pp.
- 1973. Laboratory manual for elementary botany. Ed. Peek Publications. 76 pp.

- La abreviatura «Boyle» se emplea para indicar a William Sidney Boyle como autoridad en la descripción y clasificación científica de los vegetales.[3]